# محمدکاظم آل صادق
محمدکاظم آل‌ صادق نظامی اهل ایران که سفیر کنونی ایران در کشور عراق است.
وی از معاودین زاده عراق می باشد که با به قدرت رسیدن حزب بعث عراق به ایران تبعید شد. برادر وی محمدرضا آل‌ صادق نیز یک روحانی شیعه بود ؛ که به دلایل نامعلومی در سن ۴۷ سالگی درگذشت.
او در فروردین ۱۴۰۱ سفیر ایران در عراق و جایگزین ایرج مسجدی شد. آل صادق سال‌ها در سفارت ایران در بغداد به عنوان معاون اول مسجدی فعالیت می‌کرده‌است. ا
وی متولد شهر نجف، پادشاهی عراق و مسلط به زبان عربی با لهجه عراقی است. آل صادق از فرماندهان نیروی قدس سپاه پاسداران انقلاب اسلامی است و پیشتر به قاسم سلیمانی فرمانده ترور شده این نیرو نزدیک بوده‌ است.